# Рождественский, Дмитрий Васильевич
Дмитрий Васильевич Рождественский (25 октября 1864, село Шовское, Лебедянский уезд, Тамбовская губерния — 27 сентября 1926) — протоиерей Православной российской церкви, член Поместного Собора 1917 года, богослов, профессор Московской духовной академии, обновленческий епископ.

## Биография
Родился 25 октября 1864 года в селе Шовское Лебедянского уезда Тамбовской губернии в семье дьячка. В 1880 году окончил Липецкое духовное училище. В 1887 году окончил Тамбовскую духовную семинарию.
В 1887 году стал псаломщиком в храме Живоначальной Троицы села Хрущово Лебедянского уезда Тамбовской губернии. С октября 1888 года — псаломщик в Казанском храме и преподаватель в церковно-приходской школе села Хмелинки Кирсановского уезда Тамбовской губернии.
Переведён в Астраханскую губернию. C 26 августа 1899 года — учитель во Введенской церковно-приходской школы Астрахани. 24 декабря 1899 года рукоположен в сан диакона и назначен к Введенскому храму Астрахани.
25 марта 1892 года рукоположён в сан священника и назначен к Покровскому храму села Субботинское Царёвского уезда Астраханской губернии, член Астраханского комитета Православного миссионерского общества и Астраханского Кирилло-Мефодиевского братства, окружной противораскольнический миссионер 3-го участка епархии (1893), награждён набедренником (1895) и скуфьей (1899). Овдовел.
16 февраля 1901 года уволен за штата в связи с поступлением в Московскую духовную академию, которую окончил со степенью кандидата богословия.
Настоятель Богородичного храма в Тамбове (1906). Доцент Московской духовной академии по кафедре гомилетики и истории проповедничества, затем по кафедре Священного Писания Ветхого Завета (1907), награждён камилавкой (1909), магистр богословия (1911), экстраординарный профессор по 1-й кафедре Священного Писания Ветхого Завета Московской духовной академии (1912), награждён наперсным крестом (1913), протоиерей (1915), делегат Всероссийского съезда духовенства и мирян и Московского епархиального съезда (1917).
В 1917—1918 годах член Поместного Собора Православной Российской Церкви по избранию от Московской духовной академии, участвовал во всех трёх сессиях, член Соборного совета, заместитель председателя XVII, член VIII, XII отделов, председатель подотдела о вопросах пастырской практики и церковного благочиния.
С 1919 года служил в храмах Тамбова, награждён палицей.
В 1922 году перешёл в «Живую церковь».
25 марта 1923 года хиротонисан во епископа Лебедянского, викария Тамбовской обновленческой епархии.
В апреле-мае 1923 года — делегат Первого обновленческого собора.
10 мая 1923 года становится епископом Псковским и Порховским. 25 июня 1924 года назначен епископом Царицынским с возведением в сан архиепископа. С 10 декабря 1924 года архиепископ Владимирский и Шуйский.
Личные обращения к знакомым по Московской духовной академии подписывал: «Ваш лжеархиерей Димитрий».
В 1925 году уволен на покой. Скончался 27 сентября 1926 года.

## Сочинения
- Письмо к А. П. Орлову от 25.01.1919 // ЦГАМ. Ф. 229. Оп. 4. Д. 5179. Л. 11-12; Замечания на Толковую Библию // ЦГАМ. Ф. 229. Д. 469. Л. 1-17.
- Элемент современности в словах и беседах свв. Василия Великого, Григория Богослова и Иоанна Златоуста; Английский проповедник Чарльз Сперджон; Скорбященская женская община // Христианин. 1907. № 6-7, 9-10.
- Сатирический элемент в беседах святого Иоанна Златоуста. Сергиев Посад, 1908.
- Комментарии к книге пророка Захарии // Лопухин А. Толковая Библия. М., 1910.
- Книга пророка Захарии. Исагогическое исследование. Вып. 1. Сергиев Посад, 1910.
- Наставления и предречения книги пророка Захарии, касающиеся постов и праздников, как урок нашему времени. Сергиев Посад, 1911.
- Преосвященный Иоанн, епископ Смоленский. — Сергиев-Посад: Типография Троице-Сергиевой лавры, 1914. — 98 c.
- Учебное руководство по Священному Писанию. Пг., 1915.
- Новости богословской литературы // Христианин. 1915. № 1.
- «Время молчать и время говорить» (Гомилетический этюд) // Христианин. 1916. № 2.
- Библиографическая заметка о книге Н. В. Лысогорского «Единоверие на Дону в XVIII—XIX в.». Сергиев Посад, 1916.
- Перевод.: Рене де Клер. Математическое доказательство необходимости бытия Божия // Богословский вестник. 1915. № 2.